# Nick Wechsler
Samuel Nicholas Wechsler (Albuquerque, Novo México, 03 de setembro de 1978) é um ator americano mais conhecido por seu papel como Kyle Valenti na série adolescente-dramática Roswell, e por interpretar Jack Porter na série dramática Revenge, da ABC.

## Biografia
Ele é um dos oito filhos de José, um trabalhador de chapa metálica, e Janet, uma secretária que trabalha para o Serviço Florestal dos Estados Unidos. Nick cresceu tanto atleticamente e artisticamente, lutando para a equipe da High School e Highland, e teve sua chance para atuar em uma brincadeira.
Ele ganhou papéis em peças da escola e começou a atuar em produções profissionais no Performing Arts Center da cidade, entre eles, "A Midsummer Night's Dream," "One Flew Over the Cuckoo's Nest," "Waiting for Godot" e "You Can't Take It With You."

## Carreira
Após terminar o colegial ele se mudou para Hollywood logo, e passou os próximos nove meses tentando entrar nos negócios. Ele logo conseguiu um pequeno papel como um punk no filme de televisão Full Circle. Pouco tempo depois, ele foi escalado como Kevin "Trek" Sanders, um criança prodígio concebida em uma convenção de Star Trek, na série Rider Equipe sindicado Knight.
Ele também apareceu em Stalkings Seda, Lázaro, e no longa-metragem The Perfect Game. De 1999 a 2002 Wechsler apareceu como Kyle Valenti na série de televisão Roswell. Depois, ele apareceu em episódios de séries de TV Malcolm in the Middle, North Shore, Cold Case, Crossing Jordan, The Sarah Connor Chronicles, Lie to Me, It's Always Sunny in Philadelphia e Chase.
Em 2008, ele aparece no filme independente sobre um casal que navegavam nos perigos de um relacionamento aberto (Lie to Me). De 2007 a 2008, ele apareceu em três episódios Without a Tracel.

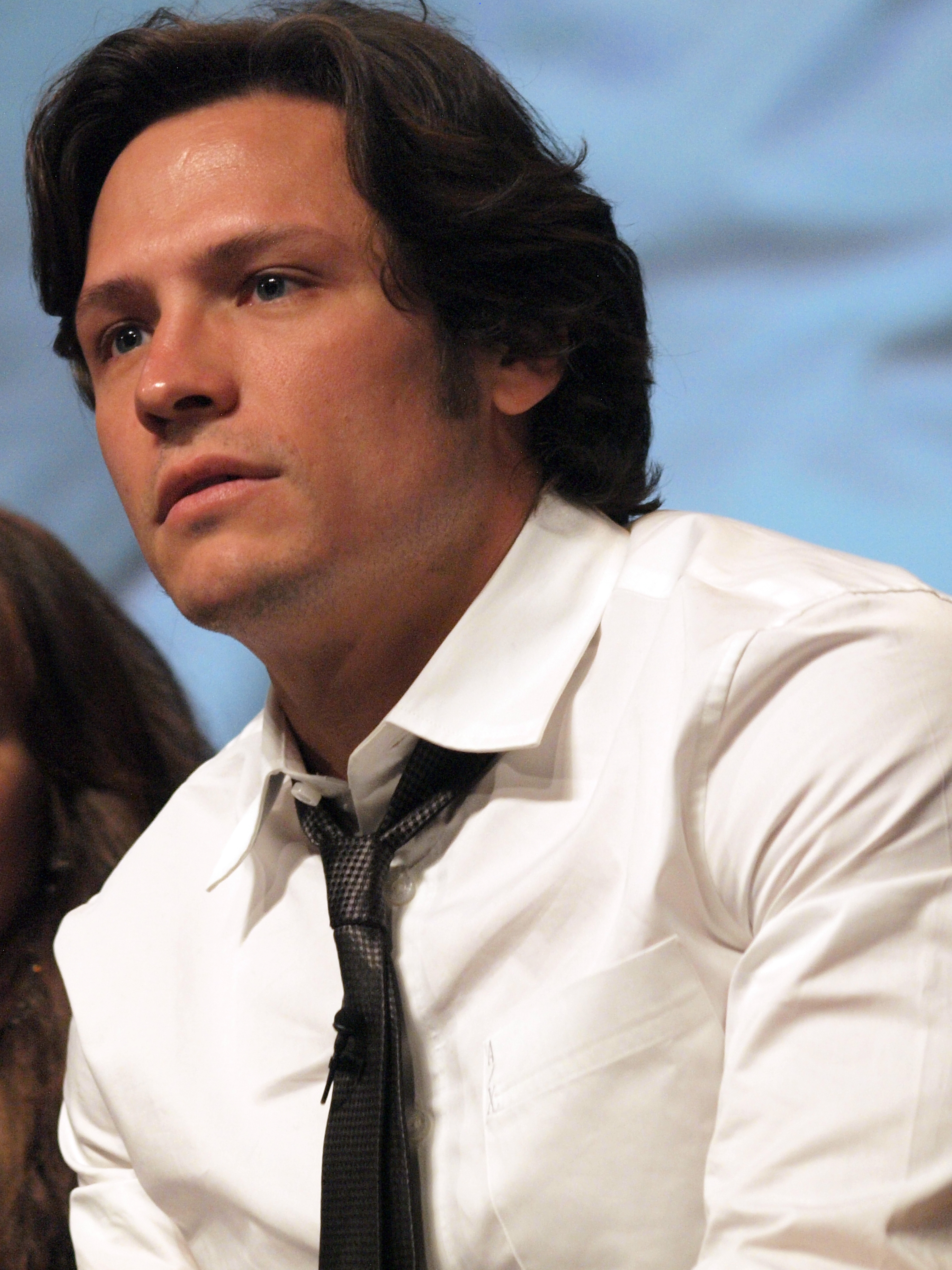
Nick na PaleyFest em março de 2012

## Filmografia

### Filmes
| Ano  | Título       | Papel           | Notas |
| ---- | ------------ | --------------- | ----- |
| 1996 | Full Circle  | Mugger          |       |
| 1999 | Chicks, Man  | Nick            |       |
| 2000 | Perfect Game | State Umpire    |       |
| 2007 | Infamous     | Andre           |       |
| 2008 | Lie to Me    | Luke            |       |
| 2010 | 3B           | Carrey          |       |
| 2010 | Switchback   | Jonathan Weston |       |

### Televisão
| Ano           | Título                            | Papel                | Notas                                                             |
| ------------- | --------------------------------- | -------------------- | ----------------------------------------------------------------- |
| 1999          | Team Knight Rider                 | Kevin "Trek" Sanders | 22 episódios                                                      |
| 1999          | Roswell                           | Kyle Valenti         | 1999-2002 Nomiado – Teen Choice Awards for Choice Sidekick (2002) |
| 2003          | Malcolm in the Middle             | Donnie               | 1 episódio                                                        |
| 2004          | Tru Calling                       | Marc Colvin          | 1 episódio                                                        |
| 2004          | North Shore                       | Justin Silver        | 1 episódio                                                        |
| 2006          | Cold Case                         | Manny                | 1 episódio                                                        |
| 2006          | Crossing Jordan                   | Hooper               | 1 episódio                                                        |
| 2006          | Vanished                          | Gabe Barnett         | 2 Episódios                                                       |
| 2007          | Without a Trace                   | Joe Guisti           | 3 episódios                                                       |
| 2007          | The Sarah Connor Chronicles       | Deputy Ridge         | 1 episódio                                                        |
| 2009          | It's Always Sunny in Philadelphia | Brad                 | 3 episódios                                                       |
| 2009          | Past Life                         | Brian                | 1 episódio                                                        |
| 2010          | Chase                             | Adam Rothschild      | 1 episódio                                                        |
| 2011-2015     | Revenge                           | Jack Porter          | 89 episódios                                                      |
| 2015          | The Player                        | Nick                 | 4 episódios                                                       |
| 2016          | Chicago PD                        | Kenny Rixton         | Elenco Recorrente                                                 |
| 2017-presente | Dynasty                           | Matthew              | 4 episódios                                                       |
| 2018-presente | Shades Of Blue                    | Cole                 | 3 temporada                                                       |